# Monastère d'Agía Triáda des Météores

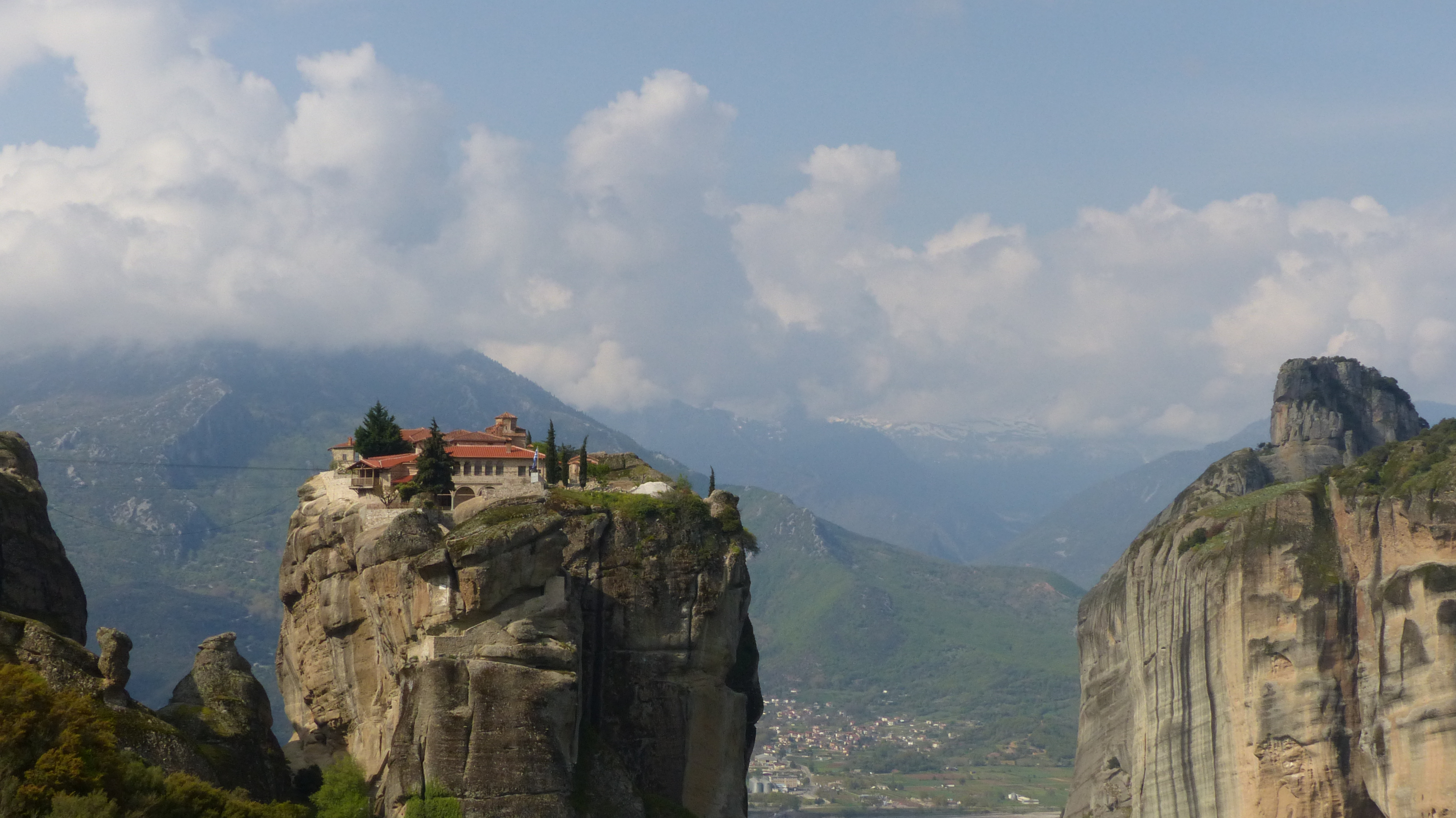

Le monastère d’Agía Triáda des Météores (grec moderne : Μονή Αγίας Τριάδας Μετεώρων, Sainte Trinité) est un monastère chrétien orthodoxe ou catholicon, qui fait partie des monastères des Météores, situés en Grèce, dans la vallée du Pénée, en Thessalie.

## Histoire
C'est le plus ancien parmi les monastères des Météores : il date de 1476. Il a une petite église cruciforme à coupole reposant sur 4 colonnes. La petite chapelle Saint-Jean-Baptiste, creusée dans le rocher, abrite des fresques du XVIIe siècle. Il fut richement doté en objets et manuscrits précieux, mais le Trésor fut pillé lors de la Seconde Guerre mondiale. 

« ... Je grimpe à nouveau vers Aghia Triada, la Sainte Trinité. La cour est déserte. Je pousse la porte d'une pièce spacieuse qui doit être le xénôn. Personne. La porte de l'église est ouverte, elle aussi. Une veilleuse brille devant l'iconostase. Personne. Nul n'habite plus ce monastère, ouvert à tous les vents. Je sors sur la terrasse et regarde le soleil qui gagne l'horizon. D'ici, on saisit mieux tout à l'entour le travail inouï des siècles et des eaux. Rochers arrondis, bosselés, craquelés par endroits de gerçures comme de gros pachydermes broutant les abysses de la terre. Il émane de ce paysage une sorte de douceur tranquille, ce grand calme qui suit les cataclysmes apaisés. ... »

— Jacques Lacarrière (récit de son séjour en 1950, L'Été grec, Plon, 1976)

## Culture populaire
Le monastère d’Agía Triáda a servi de décor à une scène du film Tintin et le Mystère de la Toison d'Or, où il est désigné sous le nom de San Stefano, qui évoque le monastère voisin d'Agios Stefanos. Il apparaît aussi dans le film de James Bond Rien que pour vos yeux en 1981.